# Paracosmos

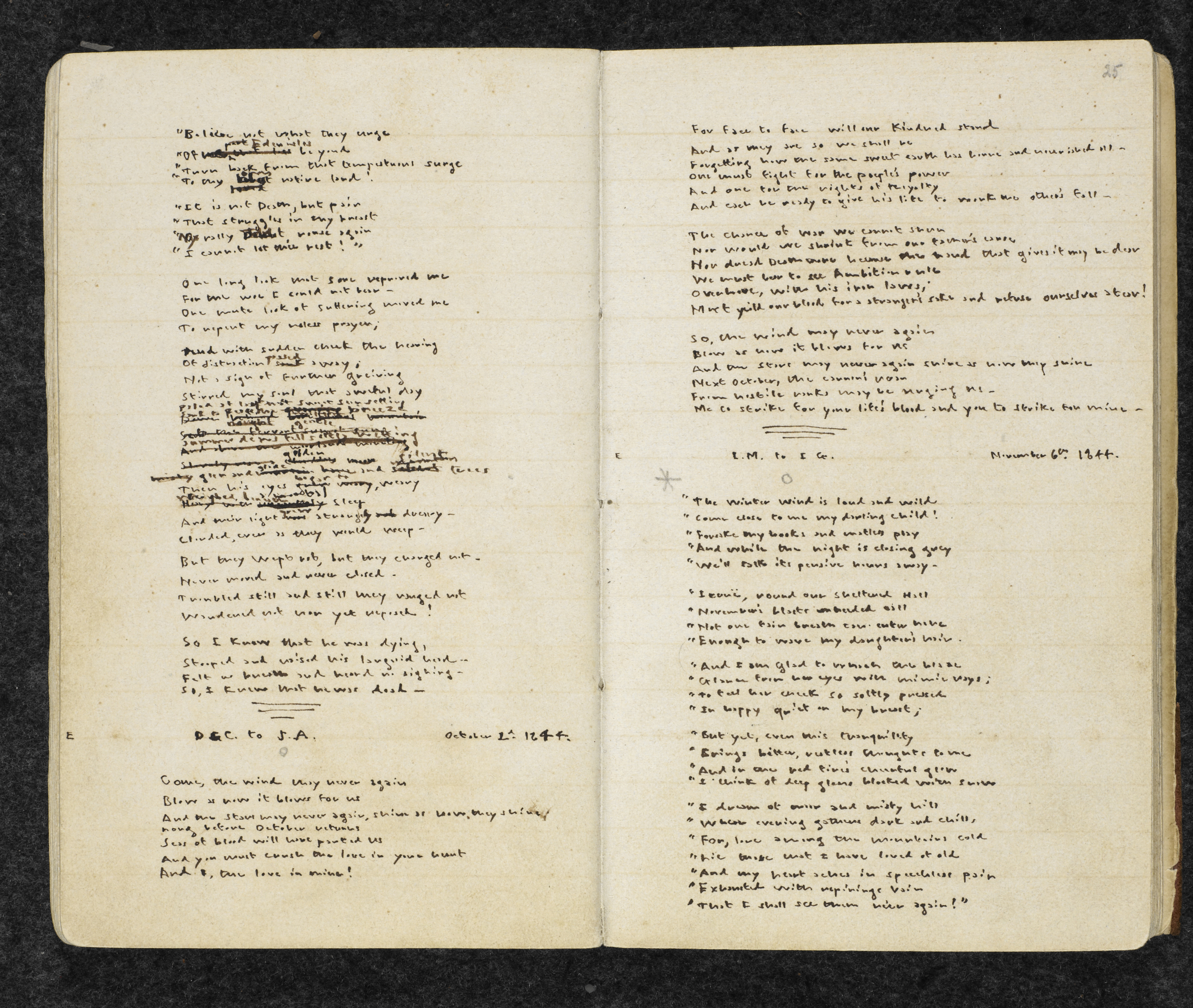
Manuscrito de Emily Brontë que contiene poemas de Gondal un paracosmos. (British Library shelfmark Add. 43483).

Un paracosmos es un detallado universo de ficción creado en el interior de la mente de su autor. Este mundo imaginario puede contener seres humanos, animales y cosas que existen en la realidad; o puede contener también entidades que son totalmente imaginarias, extrañas, o provenientes de otro mundo, todo esto a gusto del autor del paracosmos.
Para que un mundo imaginario sea considerado un paracosmos es muy común que contenga su propia geografía, historia e idiomas. La experimentación mental de un paracosmos se desarrolla muy a menudo durante la infancia y continúa desarrollándose durante un largo período de tiempo: años e incluso décadas.

## Etimología
El término se compone de para- y cosmos. Para- proviene del griego παρά-, pará: ‘al margen de’, ‘junto a’ o ‘contra’. Indica que el sufijo de este ha de referirse que está "contra él", "junto a él" o "al margen de él". Cosmos también procede del griego κόσμος (kósmos) que significa universo, "mundo". La unión de estos dos términos crea el término paracosmos, que significa "universo al margen".

## Orígenes del término
El concepto fue descrito por primera vez por un investigador de la BBC, Robert Silvey, con una investigación posterior por parte del psiquiatra británico Stephen A. MacKeith, y el psicólogo británico David Cohen. El término "paracosm" fue acuñado por Ben Vicente, un participante en el estudio de Robert Silvey de 1976 cuando trataba de explicar que tipo de aficiones practicaba. Ben Vicente se aplicaba el término a sí mismo con lo que era un autoproclamado paracosmista.

## Desarrollo del concepto
Los psiquiatras Delmont Morrison y Shirley Linden Morrison mencionan el concepto paracosmos y "fantasía paracósmica" en su libro Memories of Loss and Dreams of Perfection, en el contexto de las personas que han sufrido la muerte de un ser querido o alguna otra tragedia en la infancia. Para estas personas, un paracosmos funciona como una forma de procesar y comprender su pérdida temprana. Delmont y Shirley citan en su libro a James M. Barrie, Isak Dinesen y Emily Brontë como ejemplos de personas que crearon paracosmos después de la muerte de miembros de su familia.
La historiadora de la literatura Joetta Harty conecta la experimentación de paracosmos con el imperialismo en sus escritos sobre la Familia Brontë, Thomas De Quincey y Hartley Coleridge.
Dorothy y Jerome Singer hacen referencia a los paracosmos en sus estudios sobre la imaginación en la infancia.
Marjorie Taylor, psicóloga del desarrollo infantil que explora los paracosmos como parte de su estudio sobre amigos imaginarios.
En el ensayo de Adam Gopnik, Bumping Into Mr. Ravioli, Adam consulta a su hermana, una psicóloga infantil, sobre el amigo imaginario de su hija de tres años de edad. En el libro se presentan las ideas de Marjorie Taylor y se dice que los niños inventan paracosmos como una forma de orientarse a sí mismos en la realidad.
Del mismo modo, la investigadora de la creatividad Michele Root-Bernstein analiza la invención por parte de su hija de un mundo imaginario, que se prolongó durante más de una década, en el libro de 2014, 'Inventing Imaginary Worlds: From Childhood Play to Adult Creativity Across the Arts and Sciences.
Los paracosmos también se mencionan en artículos sobre los tipos de creatividad en la niñez y la capacidad de resolución de problemas. Algunos investigadores creen que el desarrollo de paracosmos indica una gran inteligencia por parte de sus autores. Un estudio de la Michigan State University (Universidad Estatal de Míchigan) emprendido por Michele Root-Bernstein ha revelado que muchos destinatarios de las Becas MacArthur tenían paracosmos de niños, y estaban envueltos en lo que Root-Bernstein llama "Worldplay" (paracosmos). Los becarios de becas MacArthur muestreados tenían el doble de probabilidades de haber participado en la infancia en un paracosmos como estudiantes de MSU. También fueron significativamente más propensos que los estudiantes de MSU a reconocer aspectos de paracosmos en su trabajo profesional de adultos. De hecho, jugar con paracosmos es reconocido como uno de los indicadores de un alto nivel de creatividad, lo que muchos educadores reconocen, es tan importante como la inteligencia.
En un artículo en el libro International Handbook on Giftedness de Larisa V. Shavinina, Root-Bernstein escribe sobre jugar con paracosmos en la infancia como un indicador del considerable potencial creativo, que puede: 

"completar las medidas objetivas de la superdotación intelectual ... así como las medidas subjetivas de talento superior técnico".
Michele Root-Bernstein

También hay un capítulo sobre paracosmos en el libro de texto de 2013 Children, Childhood and Cultural Heritage, escrito por Christine Alexander. Ella lo ve, junto con la escritura independiente, como los intentos de los niños para desarrollar la cualidad agencia por sí mismos.

## Paracosmos notables
La clasificación de un mundo de fantasía o un mundo imaginario como un paracosmos no se debe de hacer a la ligera, ya que tiene que contener ciertos rasgos como estar vinculado a la infancia o a la adolescencia. La lista que viene a continuación esta en orden alfabético.
- Gondal, Angria, y Gaaldine, los reinos de fantasía creados y escritos a partir de su infancia por las hermanas Brontë, Emily, Anne y Charlotte Brontë, y su hermano Branwell. Estos reinos se mantienen hasta la edad adulta y se mencionan específicamente como paracosmos en varios trabajos académicos.[13][14][15][16][17][18]
- Reinos Olvidados. Ed Greenwood (nacido en 1959) Comenzó a escribir historias sobre los Reinos desde niño, empezando alrededor de 1967; Los Reinos eran su "espacio del sueño para las historias de espada y brujería".[19]
- Tierra Media. el mundo de fantasía altamente detallado creado por J.R.R. Tolkien, contiene historias de ficción, idiomas construidos y otros materiales de referencia. Tolkien estuvo inventando Lengua construida desde sus años de adolescencia, y más tarde imaginando los seres vivos que las hablarían así como su entorno.[20][21][página requerida]